# Outkast
Outkast — дует американських реперів Андре Бенджаміна (під псевдонімом Dré і Андре 3000) і Антвана Паттона (під псевдонімом Big Boi), який представляє Атлантську школу хіп-хопу.

## Біографія
Дует утворився в 1991 році, але тільки по закінченню вищої освіти Dre і Big Boi уклали контракт з лейблом «LaFace». Їх перший же сингл — «Player's Ball» (1993) — зайняв перше місце в реп-чартах США. Протягом 1990-х вони набули багато шанувальників у середовищі музичних критиків і слухачів хіп-хопу, проте їх популярність серед білої аудиторії до 2000 року була дуже обмежена.
Прорив настав у кінці 2000 року з виходом їх четвертого альбому, Stankonia, який продемонстрував, що з роками хлопці зберегли свій експериментальний підхід до музики та оригінальність погляду. Радіостанції по всій країні й за кордоном вхопилися за сингл "Міс Джексон ", тему якого навіяв розрив Андре зі ритм-енд-блюзової співачкою Ерікою Баду. На MTV великий успіх мав напівжартівливий кліп до цього треку, так що до кінця року пісня змогла очолити попчарти США.
У 2003 році Outkast випускають подвійний альбом Speakerboxxx / The Love Below, який остаточно затвердив їх у статусі суперзірок — причому не лише хіп-хопу. Першу частину альбому склав Big Boi, другу — Андре 3000. З кожного диску було випущено по синглу — «The Way You Move» і «Hey Ya!». І обидва дісталися до першого місця в Billboard Hot 100 В наповненому енергетикою кліпі на ритм-енд-блюзової композицію «Hey Ya!» артисти звернулися до вінтажної тематики — настільки успішно, що цей хіт зберігав перше місце в США протягом дев'яти тижнів. Сам же альбом прославився не тільки вдалим змішанням жанрів і оригінальною ідеєю, а й значним об'ємом: він складається з 39 музичних доріжок і має тривалість дві з чвертю години.

## Дискографія
- Southernplayalisticadillacmuzik (1994)
- ATLiens (1996)
- Aquemini (1998)
- Stankonia (2000)
- Big Boi and Dre Present...Outkast (2001)
- Speakerboxxx/The Love Below (2003)
- The Way You Move / Hey Ya! (2003)
- Idlewild (2006)

## Цікаві факти
- Андре Бенджамін також кіноактор, особливо цікава його роль Аві у фільмі Гая Річі «Револьвер».
- Андре Бенджамін — вегетаріанець.